# Gerardo I de Mâcon
Gerardo I de Mâcon ou Géraud Ier de Mâcon ou ainda Gérard I de Bourgogne-Comté (1124 — 1184) foi conde de Macon de 1157 a 1184 e Conde de Vienne (Isère) de 1157 a 1184. Foi senhor de Salins.
Em 1157 sucedeu a seu pai como Conde do Condado de Mâcon e do Condado de Vienne.
Com a morte de Gerardo em 1184, foi o seu filho Guilherme IV da Macon quem o sucedeu como Conde de Macon e Vienne

## Relações Familiares
Foi filho de Guilherme IV de Borgonha, conde de Mâcon e de Poncette de Traves. 
Casou com Maurette de Salins, filha de Gaucher III de Salins, de quem teve:
1. Beatriz de Mâcon (1160 — 1242) casou em 1177 com Humberto III de Saboia, “O santo” (4 de Agosto de 1135 - 4 de Março de 1189).
2. Ide de Borgonha-Comté (? — 1224) casou com Humberto II, Senhor de Coligny.
3. Alexandrina de Mâcon (1164-1242), esposa de Ulrico de Baugey, filho de Reinaldo de Baugey.
4. Estêvão de Mâcon (1157-1193) arcebispo de Besançon.
5. Gaucher IV de Mâcon (1153-1219), Senhor do Salins, em 1180 casou com Matilde de Bourbon, e tempos depois, em 1200 com Alix de Dreux, filha de Roberto II de Dreux.
6. Guilherme IV da Mâcon (1155-1224), casou-se Pôncia de Beaujeu em 1175, e tempos depois, em 1180 com Escolástica de Champanhe.
7. Geraldo de Mâcon (1166-1211), Senhor do Vadans.
8. Ide Viena (1162-1224), casou com Humberto de Coligny (da Casa de Coligny), filho de Guerrico de Coligny, e tempos depois, em 1190, com Simon II da Lorena, duque da Lorena.
9. Reinaldo de Mâcon (1168-1213).